# Corte de’ Cortesi con Cignone
Corte de’ Cortesi con Cignone (lombardul: Curt de Curtes) település Olaszországban, Lombardia régióban, Cremona megyében. Lakosainak száma 1055 fő (2023. január 1.). Corte de’ Cortesi con Cignone Bordolano, Casalbuttano ed Uniti, Olmeneta, Robecco d’Oglio, Verolavecchia és Quinzano d’Oglio községekkel határos.

## Népesség
A település lakossága az elmúlt években az alábbi módon változott:
| Lakosok száma | 1095 | 1087 | 1075 | 1055 |
|               | 2013 | 2017 | 2018 | 2023 |